# Rupt-sur-Othain
Rupt-sur-Othain är en kommun i departementet Meuse i regionen Grand Est (tidigare regionen Lorraine) i nordöstra Frankrike. Kommunen ligger i kantonen Damvillers som tillhör arrondissementet Verdun. År 2022 hade Rupt-sur-Othain 49 invånare.

## Befolkningsutveckling
Antalet invånare i kommunen Rupt-sur-Othain
| Referens: INSEE |